# Christa Kgamphe
Christa Boitumelo Flora Kgamphe (25 de diciembre de 1986) es una profesora, masajista deportiva, entrenadora, representante y administradora deportiva sudafricana que en 2024 era directora de fútbol femenino en Mamelodi Sundowns Ladies FC.

## Trayectoria
Impartió clases de Gestión Deportiva en la Universidad Tecnológica de Tshwane. Se unió a la empresa de gestión de fútbol LTA Agency en 2020.  En 2022, se graduó con una Maestría en Gestión Deportiva en la Universidad de Johannesburgo.
Se casó  el 18 de junio de 2021 con la futbolista sudafricana Refiloe Jane, a quien también representa.  En 2023, protagonizó el programa Sports Wives de Ndlovukazi Concepts. El programa ofreció una visión de la vida de las esposas y novias de deportistas de alto perfil (WAG) sudafricanas.
En marzo de 2024, Kgamphe fue nombrada Director de Fútbol Femenino en el equipo Mamelodi Sundowns Ladies FC.